# Acacia sedifolia
Acacia sedifolia är en ärtväxtart som beskrevs av Joseph Henry Maiden och Blakeley. Acacia sedifolia ingår i släktet akacior, och familjen ärtväxter.

## Underarter
Arten delas in i följande underarter:
- A. s. pulvinata
- A. s. sedifolia